# 我爱中国人
《我爱中国人》（英語："I Like Chinese"）是一首由埃里克·艾德尔作词和演唱，并由约翰·杜普瑞兹编曲的喜剧性歌曲。该曲首次出现在1980年的《蒙提·派森的合同义务专辑》中，其后又被收录于CD专辑《蒙提·派森歌曲》里。
此曲共有四节。第一节讨论了世界如此可怕的原因（如歌中所唱“原子弹能将我们炸上天际”）。而接下来的一节则以欢快的曲调表现了歌者对中国人的热爱：从大体上描绘了对中国人的刻板印象（一例刻板印象是中国人普遍较矮，如歌中所唱“他们只够得着你的膝盖”）；此外还歌唱了中国及其人民所取得的成就，其中有中国菜、毛泽东思想、道教、易经、象棋、盆景（“我爱他们盆里栽的小树”）、禅、乒乓球、阴阳和孔子。在歌曲的结尾，还使用了一段二胡表演来强化中国气氛。
此曲以英语演唱，但在第四节含有以国语普通话演唱的歌词。
在 《蒙提·派森现场秀（大部分是）》舞台剧表演的版本中，不仅增加了身着中国服饰舞者的伴奏表演，还增加了少量歌词，例如描述中国人“还有一点点共产主义”的歌词。
在澳大利亚，此曲曾被并力电器用在电视广告中（以《我爱并力电器》为名）。

## 注解
1. ↑  原文：
2. ↑  原文：
3. ↑  原文：
4. ↑  原文：